# Aukcja internetowa
Aukcja internetowa – rodzaj aukcji przeprowadzanej za pośrednictwem serwisu aukcyjnego (witryny aukcyjnej). Punktem wyjścia jest zwykle cena wywoławcza, od której zaczyna się licytacja, czyli zgłaszanie przez potencjalnych nabywców coraz wyższej ceny za oferowany towar. Zakupu dokonuje podmiot, który w ramach licytacji zaproponuje najwyższą cenę.

## Aukcja klasyczna (angielska)
Klasyczny przypadek aukcji internetowej odpowiada aukcjom prowadzonym w tradycyjny sposób. W aukcji takiej licytowany jest pojedynczy przedmiot. Aukcję wygrywa osoba, która zgłosi najwyższą cenę pod warunkiem, że jest wyższa lub równa cenie wywoławczej.

## Cena minimalna
Sprzedający ma możliwość określenia, oprócz ceny wywoławczej, ceny minimalnej, za którą jest zdecydowany sprzedać towar. W momencie zakończenia aukcji, jeśli żadna z ofert nie przewyższy określonej ceny minimalnej, aukcja kończy się bez wyłonienia zwycięzcy.
W tytule aukcji może pojawić się skrót „BCM” (Bez Ceny Minimalnej). W ten sposób sprzedający godzi się sprzedać swój przedmiot za każdą wylicytowaną kwotę.

## Aukcja z opcją zakupu natychmiastowego
Sprzedający może wyznaczyć cenę zakupu natychmiastowego (Kup teraz). Jest to cena, za którą kupujący może nabyć towar, nie czekając do końca aukcji. Systemy aukcyjne oferują możliwość łączenia tradycyjnej licytacji z opcją zakupu natychmiastowego. W takim przypadku, opcja zakupu dostępna jest do momentu złożenia pierwszej oferty w aukcji lub, w przypadku aukcji z ceną minimalną, do chwili przebicia ceny minimalnej.
Aukcje ograniczone do opcji zakupu natychmiastowego często są wystawiane przez firmy, które w ten sposób traktują platformy aukcyjne jako formę dostępu do szerokiego grona klientów, a klienci korzystają w ten sposób z tych serwisów jak z dużego sklepu wysyłkowego.

## Aukcja wieloprzedmiotowa
Niektóre serwisy aukcyjne pozwalają na wystawianie wielu identycznych przedmiotów na jednej aukcji. W przypadku opcji zakupu natychmiastowego, kupujący ma dostępną dodatkową opcję, która pozwala na określenie ilości zakupywanych przedmiotów. W przypadku licytacji, po zakończeniu aukcji, przedmioty sprzedawane są za najniższą cenę z tych, które wygrały aukcję.
Przykładowo, sprzedawanych jest 10 sztuk towaru. Użytkownik A zaproponował kupno 5 sztuk po 10 zł każda, użytkownik B – 3 sztuk po 8 zł, użytkownik C – 2 sztuk po 6 zł, a użytkownik D – 4 sztuk po 5 zł. W takim przypadku, po zakończeniu aukcji, towary zostaną sprzedane użytkownikom A, B i C po 6 zł za sztukę.

## Aukcja sekwencyjna
Aukcja składająca się z kilku następujących po sobie etapów, których rozpoczęcie uzależnione jest od zakończenia poprzedniego etapu.

## Aukcja statyczna
Aukcja polegająca na jednokrotnej możliwości złożenia oferty. W prawie zamówień publicznych funkcjonująca jako zapytanie o cenę. Nazywana często przetargiem statycznym lub zapytaniem ofertowym. Alternatywą aukcji statycznej jest aukcja dynamiczna pozwalająca na wielokrotne składanie ofert na podstawie decyzji graczy na rynku.

## Aukcja grzecznościowa
Część sprzedawców na aukcjach internetowych oznacza swoje aukcje jako grzecznościowe. Oznacza to, że przedmiot nie jest własnością sprzedającego, który jest tylko pośrednikiem w transakcji. Aukcje takie są zabronione przez większość serwisów aukcyjnych.

## WskaźnikGross Auction Value
Gross Auction Value (GAV, po ang. Całkowita Wartość Aukcji) to wskaźnik pozwalający ocenić wielkość serwisu aukcyjnego. Oznacza on sumę powstałą z pomnożenia wszystkich wylicytowanych przedmiotów i osiągniętych przez nie cen. GAV jest liczony w zadeklarowanych okresach – miesięcznych, kwartalnych, półrocznych, rocznych.